# Carquinez-brug
De Carquinez-brug (Engels: Carquinez Bridge) is de collectieve naam voor twee parallelle bruggen over de Straat van Carquinez in de Amerikaanse staat Californië. De Straat van Carquinez is een getijde-engte tussen de Baai van San Francisco en de Suisun Bay, waar de rivieren Sacramento en San Joaquin in uitmonden. De Carquinez-bruggen verbinden Crockett in het zuiden met Vallejo in het noorden.
De brug is net als de zeestraat die overbrugt wordt, genoemd naar de Karkin-indianen, een taalkundige groep die deel uitmaakte van de Ohlone-volkeren. De Karkin-indianen leefden aan beide kanten van de zee-engte. De Spanjaarden noemden hen "los Carquines".
Oorspronkelijk was de Carquinez-brug een enkele cantileverbrug, gebouwd in 1927, die deel uitmaakte van de directe route tussen San Francisco en Sacramento. De oorspronkelijke Carquinez-brug was de eerste grote brug in de Bay Area. In 1958 werd een tweede parallelle cantileverbrug voltooid om het toegenomen verkeer op te vangen. Beide bruggen werden gezamenlijk aangeduid met dezelfde naam en bieden acht rijstroken, vier in elke richting, naast oversteekmogelijkheden voor fietsers en voetgangers.
Na de Loma Prieta-aardbeving van 1989 werd de overspanning van 1927 onveilig geacht in geval van een nieuwe aardbeving, en dit leidde tot de bouw en opening in 2003 van een vervanging van de oudste brug: een hangbrug die officieel de Alfred Zampa Memorial Bridge werd genoemd, ter nagedachtenis aan ijzerbewerker Al Zampa, die een rol speelde bij de bouw van tal van bruggen in de San Francisco Bay Area, waaronder de Golden Gate Bridge en de originele Carquinez-overspanning uit 1927. De Alfred Zampa Memorial Bridge vervoert verkeer in zuidelijke richting van Vallejo naar Crockett, en de cantileverbrug uit 1958 vervoert verkeer in noordelijke richting. De oude cantileverbrug uit 1927 werd drie jaar na de opening van de vervanging ontmanteld; deze werken werden voltooid op 4 september 2007.
De bruggen, als geheel nog steeds aangeduid als de Carquinez-brug, maakt net als de San Francisco-Oakland Bay Bridge deel uit van de Interstate 80, een belangrijke oost-west verkeersader die San Francisco verbindt met Teaneck in New Jersey. De brug is een tolbrug waar aan de tarieven van kracht in 2022, 2023 en 2024 7 dollar betaald wordt voor de passage in oostelijke richting.
De Benicia-Martinez-brug, de andere brug over de Straat van Carquinez, ligt 10 km naar het oosten.

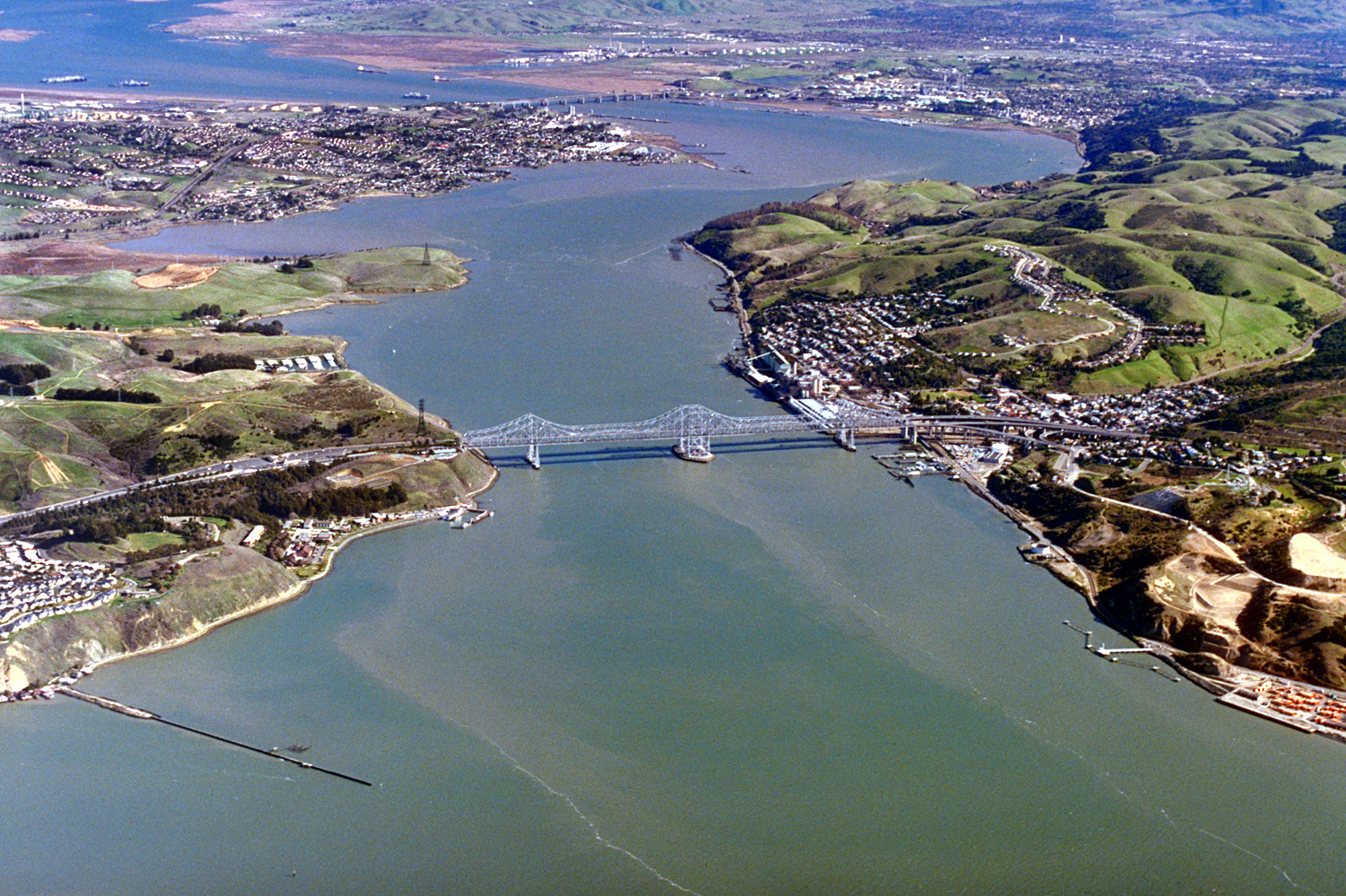
Luchtfoto van de Straat van Carquinez gezien vanuit het westen. De brug in de voorgrond is de Carquinez-brug; de brug in de achtergrond de Benicia-Martinez-brug.